# Chrysotus metatarsatus
Chrysotus metatarsatus är en tvåvingeart som beskrevs av Becker 1922. Chrysotus metatarsatus ingår i släktet Chrysotus och familjen styltflugor. Inga underarter finns listade i Catalogue of Life.